# Unité urbaine de Toulon
L'unité urbaine de Toulon désigne, selon l'Insee, l'ensemble des communes ayant une continuité de bâti autour de la ville de Toulon. 

## Données générales
En 2010, selon l'INSEE, l'unité urbaine était composée de vingt-sept communes, dont vingt-cinq dans le département du Var et deux dans celui des Bouches-du-Rhône.
En 2020, à la suite d'un nouveau zonage, elle est composée des vingt-sept mêmes communes. 
En 2022, avec  dans le département du Var, elle représente de loin la 1re unité urbaine de ce département.
Dans la région Provence-Alpes-Côte d'Azur, elle  occupe le 3e rang, après l'unité urbaine de Nice (2e rang régional) et avant celle d'Avignon (4e rang régional). Au niveau national, elle figure au 9e rang, après l'unité urbaine de Nantes (8e rang national) et avant l'unité urbaine de Douai-Lens (10e rang national).
En 2022, sa densité de population s'élève à 786 hab/km2. Dans le Var, par sa superficie (709,63 km2), elle ne représente que 12 % du territoire départemental mais, par sa population (557 606 habitants), elle regroupe 50,31 % de la population de ce département, soit la moitié.

Agglomérations de plus de 100000 habitants en France en 2022.

## Composition 2020 de l'unité urbaine
Elle est composée des vingt-sept communes suivantes :
| Nom                    | Code Insee | Département      | Statut       | Superficie (km2) | Population (dernière pop. légale) | Densité (hab./km2) | Modifier                                    |
| ---------------------- | ---------- | ---------------- | ------------ | ---------------- | --------------------------------- | ------------------ | ------------------------------------------- |
| Toulon (ville-centre)  | 83137      | Var              | ville-centre | 42,84            | 180 834 (2022)                    | 4 221              | modifier les données · modifier les données |
| Bandol                 | 83009      | Var              | banlieue     | 8,59             | 8 263 (2022)                      | 962                | modifier les données · modifier les données |
| Le Beausset            | 83016      | Var              | banlieue     | 35,95            | 10 098 (2022)                     | 281                | modifier les données · modifier les données |
| Belgentier             | 83017      | Var              | banlieue     | 13,38            | 2 387 (2022)                      | 178                | modifier les données · modifier les données |
| La Cadière-d'Azur      | 83027      | Var              | banlieue     | 37,42            | 5 657 (2022)                      | 151                | modifier les données · modifier les données |
| Carqueiranne           | 83034      | Var              | banlieue     | 14,48            | 9 412 (2022)                      | 650                | modifier les données · modifier les données |
| Le Castellet           | 83035      | Var              | banlieue     | 44,77            | 5 992 (2022)                      | 134                | modifier les données · modifier les données |
| Ceyreste               | 13023      | Bouches-du-Rhône | banlieue     | 22,61            | 4 847 (2022)                      | 214                | modifier les données · modifier les données |
| La Ciotat              | 13028      | Bouches-du-Rhône | banlieue     | 31,46            | 37 599 (2022)                     | 1 195              | modifier les données · modifier les données |
| La Crau                | 83047      | Var              | banlieue     | 37,87            | 19 416 (2022)                     | 513                | modifier les données · modifier les données |
| Cuers                  | 83049      | Var              | banlieue     | 50,53            | 12 841 (2022)                     | 254                | modifier les données · modifier les données |
| Évenos                 | 83053      | Var              | banlieue     | 41,95            | 2 406 (2022)                      | 57                 | modifier les données · modifier les données |
| La Farlède             | 83054      | Var              | banlieue     | 8,31             | 9 745 (2022)                      | 1 173              | modifier les données · modifier les données |
| La Garde               | 83062      | Var              | banlieue     | 15,54            | 26 316 (2022)                     | 1 693              | modifier les données · modifier les données |
| Hyères                 | 83069      | Var              | banlieue     | 132,38           | 55 384 (2022)                     | 418                | modifier les données · modifier les données |
| Ollioules              | 83090      | Var              | banlieue     | 19,89            | 14 320 (2022)                     | 720                | modifier les données · modifier les données |
| Le Pradet              | 83098      | Var              | banlieue     | 9,97             | 10 582 (2022)                     | 1 061              | modifier les données · modifier les données |
| Le Revest-les-Eaux     | 83103      | Var              | banlieue     | 24,07            | 4 046 (2022)                      | 168                | modifier les données · modifier les données |
| Saint-Cyr-sur-Mer      | 83112      | Var              | banlieue     | 21,15            | 11 668 (2022)                     | 552                | modifier les données · modifier les données |
| Saint-Mandrier-sur-Mer | 83153      | Var              | banlieue     | 5,12             | 6 064 (2022)                      | 1 184              | modifier les données · modifier les données |
| Sanary-sur-Mer         | 83123      | Var              | banlieue     | 19,23            | 17 938 (2022)                     | 933                | modifier les données · modifier les données |
| La Seyne-sur-Mer       | 83126      | Var              | banlieue     | 22,17            | 62 905 (2022)                     | 2 837              | modifier les données · modifier les données |
| Six-Fours-les-Plages   | 83129      | Var              | banlieue     | 26,58            | 36 843 (2022)                     | 1 386              | modifier les données · modifier les données |
| Solliès-Pont           | 83130      | Var              | banlieue     | 17,73            | 12 210 (2022)                     | 689                | modifier les données · modifier les données |
| Solliès-Toucas         | 83131      | Var              | banlieue     | 30,09            | 6 087 (2022)                      | 202                | modifier les données · modifier les données |
| Solliès-Ville          | 83132      | Var              | banlieue     | 14,10            | 2 532 (2022)                      | 180                | modifier les données · modifier les données |
| La Valette-du-Var      | 83144      | Var              | banlieue     | 15,50            | 23 660 (2022)                     | 1 526              | modifier les données · modifier les données |

### Évolution démographique
L'évolution démographique ci-dessous concerne l'unité urbaine selon le périmètre défini en 2020.
| 1968    | 1975    | 1982    | 1990    | 1999    | 2006    | 2011    | 2016    | 2022    |
| ------- | ------- | ------- | ------- | ------- | ------- | ------- | ------- | ------- |
| 381 499 | 431 843 | 469 027 | 501 580 | 527 814 | 552 607 | 556 920 | 572 952 | 600 052 |